# Carlos Solis

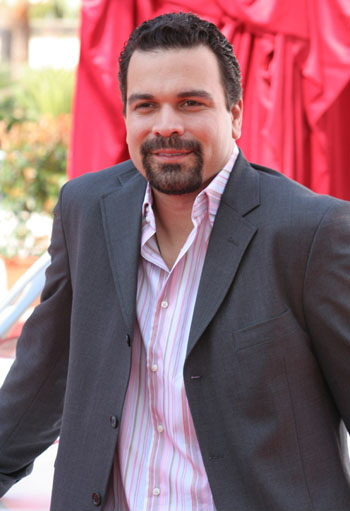
Ricardo Chavira, de acteur die Carlos Solis speelt

Carlos Solis is een personage uit de Amerikaanse televisieserie Desperate Housewives, gespeeld door Ricardo Antonio Chavira.

## Verhaallijn
Carlos is een hard werkende zakenman, getrouwd met Gabrielle, die door zijn vele werk weinig of geen tijd heeft voor zijn vrouw. Zij zoekt dan maar het geluk bij haar minderjarige tuinman, John Rowland. Als Carlos onraad begint te ruiken, stuurt hij zijn moeder Juanita af op Gabrielle. Zij betrapt Gabrielle en John, maar kan Carlos niet verwittigen: in haar vluchtpoging wordt ze omver gereden door Andrew Van de Kamp en belandt ze in het ziekenhuis, waar ze later ook overlijdt.
Carlos blijft wel overtuigd van Gabrielle's ontrouw: elke man die te dicht in haar buurt komt, slaat hij ineen (later blijken al deze mannen homoseksueel te zijn). Maar Carlos wordt gearresteerd: hij wordt aangeklaagd voor slavenarbeid van minderjarigen in lage-loonlanden. Tijdens zijn proces bekent John Rowland dat hij diegene was die met Gabrielle onder de lakens dook. Carlos wordt gek van razernij en probeert in de rechtbank John ineen te slaan (wat zijn situatie alleen maar moeilijker maakt). En als Gabrielle dan nog eens zwanger blijkt te zijn, is het hek helemaal van de dam: wie is de vader van de baby? Carlos of John?
Carlos belandt voor een tijdje achter de tralies en eist excuses voor het gedrag van Gabrielle. Die krijgt hij en langzaam aan groeien ze terug naar elkaar. Ze proberen opnieuw om zwanger te worden, maar dat lukt niet. Ze proberen dan een kind te adopteren (eerst via de legale manier, als dat niet lukt gaan ze de illegale tour op)- maar dit wordt ook een fiasco.
Hun huishoudster, Xiao-Mei, krijgt ondertussen het bericht dat ze het land zal worden uitgezet. Om haar toch te houden bedenkt Gabrielle een plan om iedereen gelukkig te houden: Xiao-Mei wordt de draagmoeder van hun baby en kan dus langere tijd in Amerika blijven. Maar Carlos ziet veel meer dan enkel een draagmoeder in Xiao-Mei: ze beginnen een affaire. Als Gabrielle dit ontdekt, is het voor haar definitief gedaan- ze gaan scheiden.
Tijdens hun scheiding bevalt Xiao-Mei van een baby, maar de foetus blijkt verwisseld te zijn. Ze besluiten dan hun baby niet verder op te voeden. Hun scheiding draait ook uit op een vechtscheiding: hij krijgt de inboedel van het huis, zij het huis.
Carlos gaat dan bij Mike wonen. Als Edie een babysitter nodig heeft voor haar zoontje Travers, ziet zij dat Carlos eigenlijk een lieve, sterke man is en probeert ze hem te verleiden. Dat lukt voor een deel: Carlos vindt de nieuwe gezinssituatie vooral leuk. Als Travers dan terug vertrekt naar zijn vader, zet Carlos hun relatie op een laag pitje. Maar Edie belooft Carlos voor een nieuwe baby. Carlos blijft dan bij Edie, maar die speelt het spel vals: ze blijft de pil nemen. Carlos ontdekt dit en breekt met Edie. Maar Edie geeft zich niet zomaar gewonnen: ze ensceneert haar eigen zelfmoord om Carlos toch maar bij haar te houden.
Op Gabrielle's huwelijksdag met Victor bedriegt Gaby haar kersverse echtgenoot dan terug met Carlos...